# Demétrio de Cefalônia
Demétrio (em latim: Demetrius) foi um oficial bizantino do século VI, ativo sob o imperador Justiniano (r. 527–565) ativo no Reino Ostrogótico durante o conflito com o Império Bizantino.

## Vida
Era nativo de Cefalônia. Experiente navegador, acompanhou Belisário em suas expedições na África e Itália e elevou sua reputação como um especialista náutico. Em 542, foi nomeado curador de Nápoles por Justiniano em consequência de sua reputação, porém como não era um militar é possível que foi um curador civil. Durante o Cerco de Nápoles pelo rei Tótila (r. 541–552) em 542, ele abertamente insultou Tótila. Conforme o cerco progrediu, acatou o conselho de Conão, evitou os sitiadores num pequeno barco e foi ao encontro do general Demétrio para implorar sua ajuda. A ajuda foi enviada, mas a frota foi surpreendida e capturada por Tótila e Demétrio caiu em mãos godas. Em reprimenda por seus insultos, sua língua e mãos foram cortadas e ele foi libertado.